# پارک ملی رامساگار
پارک ملی رامساگار (به لاتین: Ramsagar National Park) یک پارک ملی در بنگلادش است که در ناحیه دیناج‌پور واقع شده‌است.